# Stefano Colagrande
Stefano Colagrande (Firenze, 2 maggio 1955) è un medico italiano, attivo come attore bambino in un unico film, Incompreso di Luigi Comencini del 1966.
Il suo ruolo fu quello di Andrea, figlio maggiore di John E. Duncombe, console inglese a Firenze. 
Dopo questo suo unico impegno cinematografico ha continuato gli studi laureandosi in medicina e chirurgia. Nel 1985 si è specializzato in radiologia presso l'Università degli Studi di Firenze, dove tuttora lavora come docente. 

## Biografia

### La carriera da attore
Quando il regista Comencini fece il giro delle scuole di Firenze, in particolare delle quinte classi elementari, per trovare attori non professionisti adatti al ruolo, Colagrande era assente; l'incontro avvenne poi nella sua abitazione di Firenze, dove Comencini andò a trovarlo. 
Dapprima ci furono resistenze, in quanto Stefano temeva che l'impegno per il film potesse ostacolare il suo anno di studio e l'esame di passaggio alle medie. Si trovò poi un accordo per fare il film senza perdere la scuola, con l'aiuto del suo maestro Sergio Corsi.
Nel film, tratto dal romanzo di Florence Montgomery, il suo personaggio aveva una fine tragica, caduto da un albero si procurava una lesione alla colonna vertebrale senza che i maggiori specialisti sulla piazza, chiamati dal padre divorato dal rimorso, potessero porvi rimedio.

## Filmografia
- Incompreso, regia di Luigi Comencini (1966)